# Dunas de Artola
Las dunas de Artola o dunas de Cabopino son un sistema de dunas fósiles y móviles que conforman un enclave natural en la costa este del municipio de Marbella, en la provincia de Málaga, Andalucía, España.

## Descripción
Las dunas están enclavadas en un entorno profundamente transformado y urbanizado, en plena Costa del Sol. Fueron declaradas Monumento natural por la Junta de Andalucía en 2001, abarcando un área de 192 715 m². Son un reducido ejemplo de lo que una vez fue esta parte de la costa mediterránea andaluza.
La vegetación está adaptada para soportar la fuerte insolación y la escasez de agua, así como el continuo azote del viento. Entre las especies más comunes se encuentran el barrón o el cardo marítimo, el narciso de mar y arbustos como la sabina caudada.
Las dunas albergan un elemento de arquitectura militar y defensiva de origen romano, la Torre Ladrones, declarada Bien de Interés Cultural. Además, en sus inmediaciones se encuentran el Puerto de Cabopino y la playa nudista de Cabopino.